# Vojňany
Vojňany (in ungherese Krig, in tedesco Krieg) è un comune della Slovacchia facente parte del distretto di Kežmarok, nella regione di Prešov.